# Madonna col Bambino in trono e i santi Francesco, Antonio abate e Bovo
La Madonna col Bambino in trono e i santi Francesco, Antonio abate e Bovo è un dipinto a olio su tela (257x171 cm) di Giovanni Francesco Barbieri, detto Guercino, collocato nella chiesa di San Sebastiano a Renazzo, frazione di Cento.

## Storia
«Tre tavole che io già viddi di passaggio entro una chiesa di Villa fra Cento e Finale di Modana, le quali sono degne di ritrovarsi nelle principali città d'Italia», scrisse Francesco Scannelli in Microcosmo della pittura (1657). Denis Mahon ha messo in relazione questo passo di Scanelli con le tre pale d'altare nella chiesa parrocchiale di San Sebastiano, a Renazzo, che si trova sulla strada fra Finale Emilia e Modena. L'opera non è citata nella Felsina Pittrice di Carlo Cesare Malvasia, ma è citata da Orazio Righetti. è riportata anche da altri autori della zona.
È stata esposta per la prima volta nella mostra Omaggio al Guercino, che si è tenuta a Cento, nella Pinacoteca Comunale da giugno a settembre 1967. L'opera era completamente offuscata e presentava pesanti ridipinture, tanto da essere quasi illeggibile. Un accurato restauro, eseguito da Rosalia Alliana Montroni e comprendente la pulitura e una doppia foderatura, ha restituito al dipinto la leggibilità originaria. Amalia Mezzetti, alla quale si deve l'identificazione del santo — fino ad allora indicato come san Buono — in san Bovo, «soldato e pellegrino, protettore dei campi e degli armenti», è stata la prima a formulare l'ipotesi che il dipinto sia un'opera di collaborazione, con alcuni interventi del maestro.
Il dipinto fu nuovamente esposto nella grande mostra del 1968. Nella scheda relativa all'opera, Mahon confermò tale attribuzione, identificando il collaboratore in Lorenzo Gennari. Tale ipotesi fu successivamente mantenuta da Luigi Salerno, David M. Stone e dallo stesso Mahon nel 1991. La storia attributiva della pala, dopo trent'anni che hanno visto tutta la critica concorde sulla stessa posizione, ha subito una secca lacerazione nel 1998, quando Daniele Benati scrisse che «stupisce che si sia potuto mettere in dubbio la completa autografia di un capolavoro come la Madonna col Bambino in trono e i santi Francesco, Antonio abate e Bovo che costituisce la prova più avvincente di quegli esercizi sulla pala [la Carraccina. N.d.A.] inviata a Cento da Ludovico Carracci di cui parla il Malvasia.» Anche Nicholas Turner, sulla scorta delle osservazioni di Fausto Gozzi, afferma che la partecipazione di aiuti è stata sopravvalutata.

## Descrizione e stile
l dipinto presenta una composizione piramidale: al centro, la Madonna è seduta su un trono in pietra, con il Bambino in grembo. Entrambi sono raffigurati con espressioni serene e gesti affettuosi. Ai lati, si trovano i tre santi: san Francesco d'Assisi, riconoscibile per il saio francescano e le stigmate, è inginocchiato in preghiera a sinistra. Sant'Antonio abate, raffigurato come un anziano con lunga barba, indossa l'abito monastico e tiene un bastone pastorale. San Bovo, vestito da cavaliere, è rappresentato con un abbigliamento militare e un mantello rosso, simbolo del suo status di nobile guerriero. Lo sfondo mostra un paesaggio collinare con elementi architettonici classici, creando una profondità spaziale che incornicia la scena sacra. La luce calda e diffusa evidenzia i volumi delle figure e conferisce un'atmosfera intima e contemplativa all'opera.
Dal punto di vista stilistico, l'opera testimonia la precoce maturità espressiva del giovane Guercino, ancora ventenne. La composizione simmetrica e l’illuminazione drammatica rivelano l’influenza della pittura ferrarese, in particolare di Carlo Bononi. I volti dei santi, dalle fisionomie marcate e realistiche, mostrano un’osservazione attenta della realtà quotidiana, mentre i volumi plastici e l’uso del chiaroscuro lasciano intravedere una conoscenza iniziale della lezione dei Carracci. L’opera è caratterizzata da una tavolozza calda, da una resa materica accentuata delle vesti e da un’intensa espressività, che anticipano i tratti distintivi della produzione matura del pittore. Nel suo insieme, la pala riflette una religiosità popolare e comunicativa, tradotta in forme semplici ma già potenti.